# Пол Џорџ
Пол Клифтон Ентони Џорџ (енгл. Paul Clifton Anthony George; Палмдејл, Калифорнија, 2. мај 1990) амерички је кошаркаш. Игра на позицијама бека и крила, а тренутно наступа за Филаделфија севентисиксерсе.

## Успеси

### Репрезентативни
- Олимпијске игре:  2016.

### Појединачни
- НБА ол-стар меч (9): 2013, 2014, 2016, 2017, 2018, 2019, 2021, 2023, 2024.
- Идеални тим НБА — прва постава (1): 2018/19.
- Идеални тим НБА — трећа постава (5): 2012/13, 2013/14, 2015/16, 2017/18, 2020/21.
- Идеални одбрамбени тим НБА — прва постава (2): 2013/14, 2018/19.
- Идеални одбрамбени тим НБА — друга постава (2): 2012/13, 2015/16.
- Играч НБА који је највише напредовао (1): 2012/13.
- Идеални тим новајлија НБА — друга постава: 2010/11.